# Lysva (stad)
Lysva (Russisch: Лысьва) is een stad in de kraj Perm, Rusland. De stad had 71148 inwoners bij de volkstelling van 2002. De stad is gesticht in 1785.

## Geboren
- Aleksandr Smysjljajev (1987), freestyleskiër

Bestuurlijk centrum: Perm

Aleksandrovsk · Berezniki · Dobrjanka · Goebacha · Gornozavodsk · Gremjatsjinsk · Kizel · Koedymkar · Koengoer · Krasnokamsk · Krasnovisjersk · Lysva · Nytva · Ochansk · Oesolje · Osa · Otsjor · Solikamsk · Tsjajkovski · Tsjerdyn · Tsjernoesjka · Tsjoesovoj · Tsjormoz · Veresjtsjagino